# 3.ª Divisão da AF Porto
A 3.ª Divisão da AF Porto foi o terceiro e quarto escalão distrital da Associação de Futebol do Porto. Foi o terceiro escalão entre as épocas de 1939–40 e 1991–92 e o quarto escalão entre 1992–93 e 1993–94.

## Vencedores

### Por época

#### 3ª Divisão - 4º Escalão distrital de 1992–93 até 1993–94
| Edição  | Vencedor          |
| ------- | ----------------- |
| 1993–94 | Gulpilhares FC    |
| 1992–93 | Lomba SC Amarante |

#### 3ª Divisão - 3º Escalão distrital de 1939–40 até 1992–93
| Edição  | Vencedor                   |
| ------- | -------------------------- |
| 1991–92 | ADR Pasteleira             |
| 1990–91 | Custóias FC                |
| 1989–90 | SC Salvadorense            |
| 1988–89 | GD Covelo                  |
| 1987–88 | Gatões FC                  |
| 1986–87 | Ramaldense FC              |
| 1985–86 | Aliança FC Granda          |
| 1984–85 | SC Cruz (2)                |
| 1983–84 | Os Lusitanos FC Santa Cruz |
| 1982–83 | UDS Roriz                  |
| 1981–82 | AC Alfenense               |
| 1980–81 | Padroense FC               |
| 1979–80 | SC Senhora da Hora         |
| 1978–79 | Angeiras FC                |
| 1977–78 | Aparecida FC               |
| 1976–77 | Gens SC                    |
| 1975–76 | SC Nun' Alvares            |
| 1974–75 | SC Rio Tinto               |
| 1973–74 | FC Infesta (3)             |
| 1972–73 | Pedrouços AC (3)           |
| 1971–72 | SC Cruz                    |
| 1970–71 | FC Crestuma                |
| 1969–70 | FC Perafita                |
| 1968–69 | FC Foz                     |
| 1967–68 | SC Canidelo                |
| 1966–67 | AD Grijó                   |
| 1965–66 | CD Trofense                |
| 1964–65 | Gondomar SC                |
| 1963–64 | CD Candal (2)              |
| 1962–63 | UD Valonguense (2)         |
| 1961–62 | CF Perosinho (2)           |
| 1960–61 | Pedrouços AC (2)           |
| 1959–60 | AD São Pedro da Cova       |
| 1958–59 | -                          |
| 1957–58 | CD Candal                  |
| 1956–57 | FC Infesta (2)             |
| 1955–56 | FC Lixa                    |
| 1954–55 | FC Penafiel                |
| 1953–54 | FC Marco                   |
| 1952–53 | -                          |
| 1951–52 | -                          |
| 1950–51 | -                          |
| 1949–50 | UD Valonguense             |
| 1948–49 | CF Perosinho               |
| 1947–48 | -                          |
| 1946–47 | FC Tirsense                |
| 1945–46 | Pedrouços AC               |
| 1944–45 | -                          |
| 1943–44 | -                          |
| 1942–43 | Rio Ave FC                 |
| 1941–42 | SC Freamunde               |
| 1940–41 | USC Paredes                |
| 1939–40 | FC Infesta                 |

### Por clube

#### 3ª Divisão - 4º Escalão distrital de 1992–93 até 1993–94
| Clube             | Venceu | Época(s) |
| ----------------- | ------ | -------- |
| Lomba SC Amarante | 1      | 1992–93  |
| Gulpilhares FC    | 1      | 1993–94  |

#### 3ª Divisão - 3º Escalão distrital de 1939–40 até 1992–93
| Clube                      | Venceu | Época(s)                   |
| -------------------------- | ------ | -------------------------- |
| FC Infesta                 | 3      | 1939–40, 1956–57 e 1973–74 |
| Pedrouços AC               | 3      | 1945–46, 1960–61 e 1972–73 |
| CF Perosinho               | 2      | 1948–49 e 1961–62          |
| UD Valonguense             | 2      | 1949–50 e 1962–63          |
| CD Candal                  | 2      | 1957–58 e 1963–64          |
| SC Cruz                    | 2      | 1971–72 e 1984–85          |
| USC Paredes                | 1      | 1940–41                    |
| SC Freamunde               | 1      | 1941–42                    |
| Rio Ave FC                 | 1      | 1942–43                    |
| FC Tirsense                | 1      | 1946–47                    |
| FC Marco                   | 1      | 1953–54                    |
| FC Penafiel                | 1      | 1954–55                    |
| FC Lixa                    | 1      | 1955–56                    |
| AD São Pedro da Cova       | 1      | 1959–60                    |
| Gondomar SC                | 1      | 1964–65                    |
| CD Trofense                | 1      | 1965–66                    |
| AD Grijó                   | 1      | 1966–67                    |
| SC Canidelo                | 1      | 1967–68                    |
| FC Foz                     | 1      | 1968–69                    |
| FC Perafita                | 1      | 1969–70                    |
| FC Crestuma                | 1      | 1970–71                    |
| SC Rio Tinto               | 1      | 1974–75                    |
| SC Nun' Alvares            | 1      | 1975–76                    |
| Gens SC                    | 1      | 1976–77                    |
| Aparecida FC               | 1      | 1977–78                    |
| Angeiras FC                | 1      | 1978–79                    |
| SC Senhora da Hora         | 1      | 1979–80                    |
| Padroense FC               | 1      | 1980–81                    |
| AC Alfenense               | 1      | 1981–82                    |
| UDS Roriz                  | 1      | 1982–83                    |
| Os Lusitanos FC Santa Cruz | 1      | 1983–84                    |
| Aliança FC Granda          | 1      | 1985–86                    |
| Ramaldense FC              | 1      | 1986–87                    |
| Gatões FC                  | 1      | 1987–88                    |
| GD Covelo                  | 1      | 1988–89                    |
| SC Salvadorense            | 1      | 1989–90                    |
| Custóias FC                | 1      | 1990–91                    |
| ADR Pasteleira             | 1      | 1991–92                    |

Ref.: 